# Up (canção de James Morrison)
"Up" é o segundo single lançado pelo cantor e compositor James Morrison, de seu terceiro álbum de estúdio, The Awakening. A canção é um dueto com a cantora e compositora inglesa Jessie J. A canção foi escrita por Morrison, Toby Gad e produzido por Mark Taylor, que ajudou anteriormente Morrison com um parceiro vocal feminino, Nelly Furtado, em "Broken Strings".

## Faixas e formatos
| Download digital |                                             |         |  |
| N.º              | Título                                      | Duração |  |
| 1.               | "Up" (featuring Jessie J)                   | 3:38    |  |
| 2.               | "Up" (Live from Metropolis Studios)         | 3:51    |  |
| 3.               | "Lithium" (BBC Radio 1 Live Lounge Session) | 4:04    |  |
| 4.               | "Come Back to Me"                           | 3:28    |  |

| CD single |                                     |         |  |
| N.º       | Título                              | Duração |  |
| 1.        | "Up" (featuring Jessie J)           | 3:38    |  |
| 2.        | "Up" (Live from Metropolis Studios) | 3:51    |  |

## Desempenho nas paradas musicais
| Paradas (2011)                                 | Maior posição |
| ---------------------------------------------- | ------------- |
| Áustria (Ö3 Austria Top 75)                    | 24            |
| Bélgica (Ultratip Bubbling Under de Flandres)  | 4             |
| O campo songid é OBRIGATÓRIO PARA PARADA ALEMÃ | 19            |
| Países Baixos (Single Top 100)                 | 70            |
| Reino Unido (UK Singles Chart)                 | 30            |

## Histórico de lançamento
| Região      | Data                   | Distribuidora     | Formato          |
| ----------- | ---------------------- | ----------------- | ---------------- |
| Reino Unido | 16 de novembro de 2011 | Island Records    | Download digital |
| Alemanha    | 13 de janeiro de 2012  | Universal Records | CD single        |